# Jean-Jacques Waltz
Jean-Jacques Waltz (Colmar, 23 de febrero de 1873 – Colmar, 10 de junio de 1951), más conocido como Oncle Hansi ("tío Hansi") o simplemente Hansi, fue un ilustrador y escritor francés de origen alsaciano.  
Es conocido por sus pintorescas ilustraciones de escenas rurales alsacianas y sus relatos satíricos sobre la élite militar e intelectual alemana. Fue un ferviente activista profrancés, cosa que, durante la época en que Alsacia formaba parte de Alemania, le trajo problemas con las autoridades alemanas en varias ocasiones.

## Biografía

### Infancia
Jean-Jacques Waltz nació en Colmar el 23 de febrero de 1873, dos años después de que Alsacia fuera anexionada al Imperio alemán tras la guerra franco-prusiana, en el seno de una familia francófila. Era el menor de los cuatro hijos del carnicero Jacques André Waltz y Rosalie Clémence Dunan. Su padre fue nombrado bibliotecario municipal de Colmar en 1881 y conservador del Museo de Unterlinden en 1891, lo que despertó en su hijo el interés por la historia y el arte. En el liceo imperial alemán de Colmar perfeccionó su sentido de la sátira caricaturizando a sus profesores, quienes, a juicio del joven Jean-Jacques, eran demasiado dados a menospreciar a Francia.
Su padre le sacó del liceo en 1892 y le mandó a Lyon para estudiar diseño industrial, y también tomó clases de pintura y artes decorativas en la Escuela de Bellas Artes. Una grave pleuresía le obligó a regresar a Colmar en 1896. Tras su convalecencia trabajó como diseñador industrial, primero en una fábrica textil de Cernay y después en la fábrica Herzog de Logelbach. Durante este período intentó mejorar su técnica pictórica y practicó el aguafuerte y la acuarela.

### Carrera como diseñador

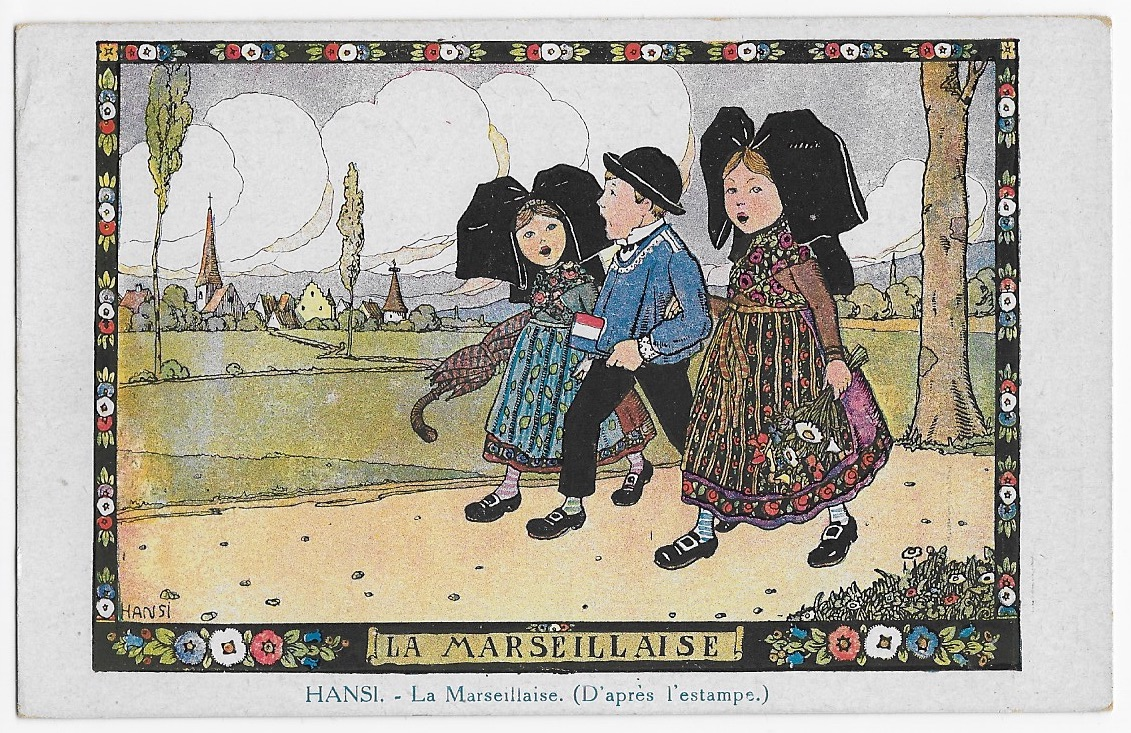
La Marseillaise: tarjeta postal de Hansi.

En 1897 publicó su primera tarjeta postal. Las postales con niños, paisajes y vistas de ciudades se convirtieron en su medio de expresión artística favorito. Algunas postales combinaban estos motivos con alusiones antialemanas. Aunque a primera vista sus ilustraciones parecen inocentes escenas de la vida cotidiana alsaciana, una observación más detenida revela una aversión hacia los alemanes que se convertiría en la seña de identidad de Hansi.
La vocación de artista de Hansi era cada vez más evidente, para inquietud de sus padres, a quienes preocupaba sobre todo la inseguridad de dicha profesión. El interés de Hansi por el folclore alsaciano coincidió con un redescubrimiento de la cultura alsaciana. A través de dos pintores, Alexis Kreyder y Léon Hornecker, entró en contacto con artistas estrasburgueses de la Revue alsacienne illustrée, fundada en 1899, que trabajaban por mantener la identidad alsaciana, entre ellos Charles Spindler. El joven Jean-Jacques Waltz era contrario a la anexión de Alsacia-Lorena (y especialmente Alsacia) a Alemania, como resultado del Tratado de Fráncfort tras la guerra franco-prusiana de 1870, motivo por el que realizó numerosos dibujos satíricos en los que ridiculizaba a los alemanes que visitaban Alsacia. Su hermano mayor era estudiante de farmacia y le ayudó a publicar sus dibujos en el boletín de la Asociación de Estudiantes de Farmacia de Estrasburgo (H2S o Hazweiess), una publicación irónica, crítica y antialemana. Para firmar estos dibujos utilizó por primera vez el seudónimo Hansi, que era "Hans" (Jean) seguido de la "J" de "Jakob" (Jacques), es decir, Hansjakob Waltz. Hansi ridiculizaba al turista alemán, al que retrataba con su sombrero tirolés, su mochila y su bastón, y tras el que siempre se escondía el propagandista pangermanista. En 1908 publicó una colección de 10 láminas de esta revista que habían aparecido en 1906 y 1907 con el título de Vogesen-Bilder ("Imágenes de los Vosgos"). Para aquel entonces ya se había hecho un nombre como artista y había establecido contactos con otros caricaturistas antialemanes.
Colmar, lugar de residencia de Hansi, era en aquella época el centro del movimiento antialemán en Alsacia, cuyos principales representantes eran el abate Wetterlé, Jacques Preiss y Daniel Blumenthal, los tres miembros del Reichstag. Paralelamente, en 1907, Hansi publicó una colección de acuarelas titulada Tours et portes d'Alsace, desprovista de todo carácter antialemán y marcada únicamente por un acentuado particularismo alsaciano. No obstante, estaba acompañada de un prefacio en el que uno de los antiguos compañeros de clase de Hansi, el abogado Joseph Fleurent, desataba cierta polémica al reivindicar exclusivamente la cultura francesa para los alsacianos. En 1908, su editor Bahy publicó una segunda serie de las Vogesen-Bilder titulada Die Hohkönigsburg im Wasgenwald und Ihre Einweihung ("El Haut-Koenigsbourg y su inauguración"), en el que se burlaba de la inauguración del castillo de Haut-Koenigsbourg, restaurado por iniciativa de Guillermo II.

### El surgimiento de un caricaturista y polemista

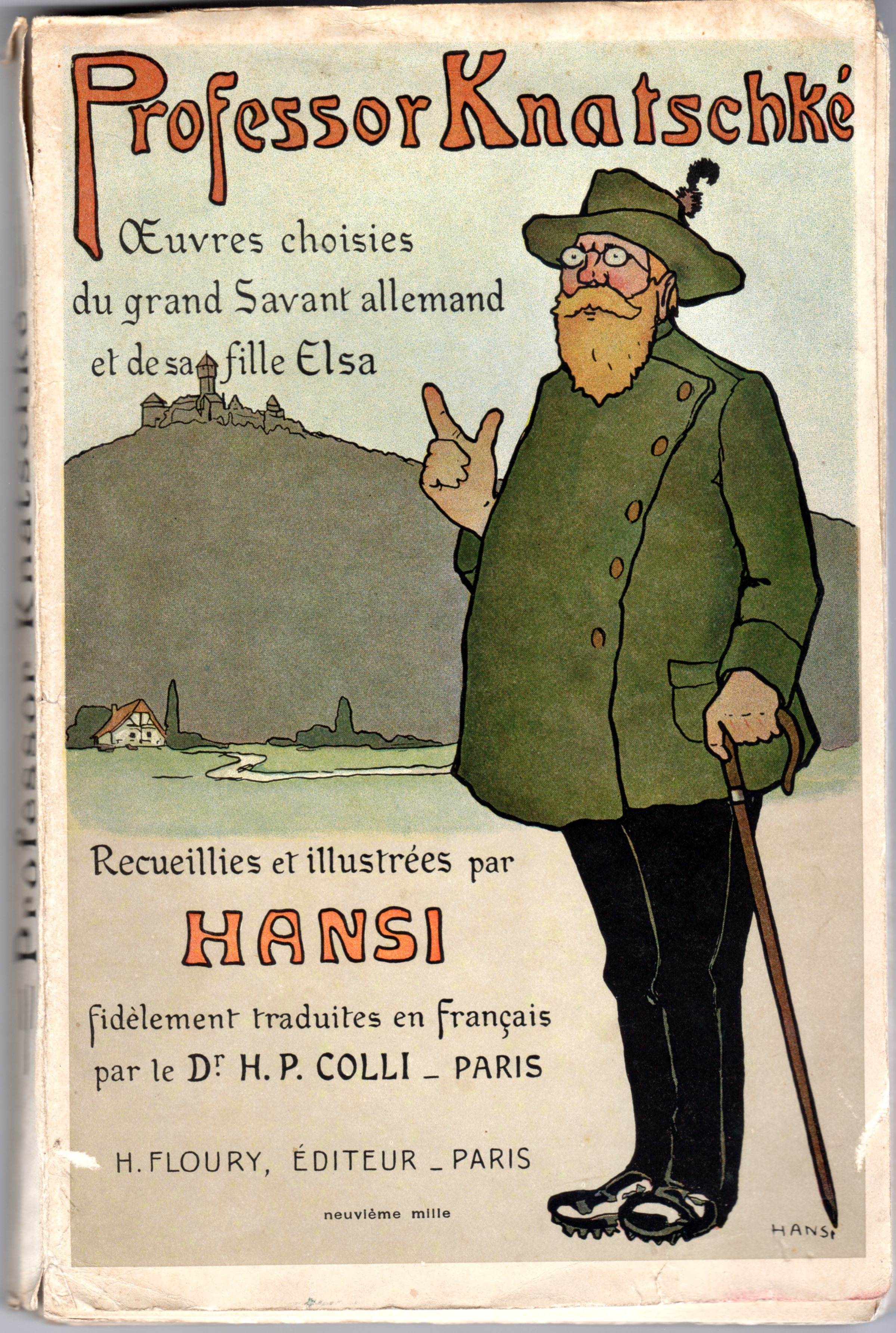
Professor Knatschké (1912).

En 1908, publicó en la editorial Bader el libro Professor Knatschke, una mordaz sátira antialemana que amplió en ediciones posteriores y de la que vendió casi 100.000 ejemplares. Anteriormente había aparecido en forma de folletín en el periódico de Mulhouse L'Express. Su protagonista es un profesor alemán que viaja con su hija por Alsacia y va descubriendo y comentando los usos y costumbres regionales. Este libro le otorgó una gran popularidad, tanto en Alsacia como en Francia y el Imperio alemán. En 1909 compareció por primera vez ante un tribunal por una caricatura del director de su liceo de Colmar, Gustav Gneisse, que sirvió de modelo para el personaje del profesor Knatschke. Pagó la multa de 500 marcos con los beneficios que había obtenido de la venta de dibujos en París.
En su número de Navidad de 1911, la revista L'Illustration publicó unas acuarelas de Hansi presentadas por Maurice Barrès. En 1912, Henri Floury publicó una edición en francés de Professor Knatschké traducida por el Docteur Colli, seudónimo de Henri Collignon, Secretario General de la Presidencia de la República. En Navidades de aquel mismo año apareció Histoire d'Alsace racontée aux petits enfants de France par l'oncle Hansi, un libro para niños en el que la historia de Alsacia se cuenta de forma parcial y sesgada y en el que los alemanes son objeto de burlas y estereotipos reduccionistas.

### Una serie de juicios
Las autoridades del Territorio Imperial de Alsacia y Lorena le condenaron en varias ocasiones por calumnias y difamación hacia el Estado alemán. En mayo de 1913 fue multado con novecientos marcos por haber denigrado al pueblo alemán en su Histoire d'Alsace. Casi un año después, en marzo de 1914, fue condenado a tres meses de prisión por haber "purificado" el asiento de un oficial alemán de la guarnición de Colmar quemando un terrón de azúcar empapado en alcohol. Antes de haber cumplido esta condena, en julio de 1914 fue juzgado por el Tribunal Imperial de Leipzig. En esta ocasión se le acusaba de haber incitado a la rebelión en Alsacia y de haber ofendido a profesores y policías. Fue condenado a 15 meses de prisión, que debía cumplir en Cottbus, un hecho que provocó una gran indignación nacional en Francia. Clemenceau le dedicó dos editoriales en la portada de su periódico L'Homme libre. En la misma época, su amigo Henri Zislin, también caricaturista, ingresó varias veces en prisión por ataques al Imperio.
Hansi eludió la pena de prisión huyendo a Suiza después de haber pagado la fianza. Desde allí llegó a Francia, donde se alistó al comienzo de la  Primera Guerra Mundial como voluntario en el 152º Regimiento de Infantería de Gérardmer, justo al otro lado de los Vosgos.

### La Gran Guerra

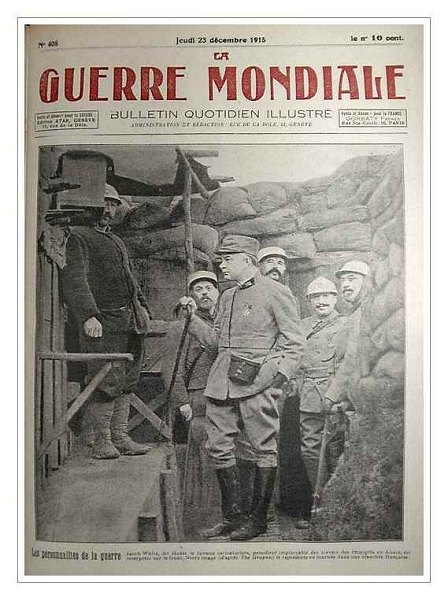
Hansi, entonces oficial intérprete en el ejército francés, en la portada del diario La Guerre Mondiale del 23 de diciembre de 1915.

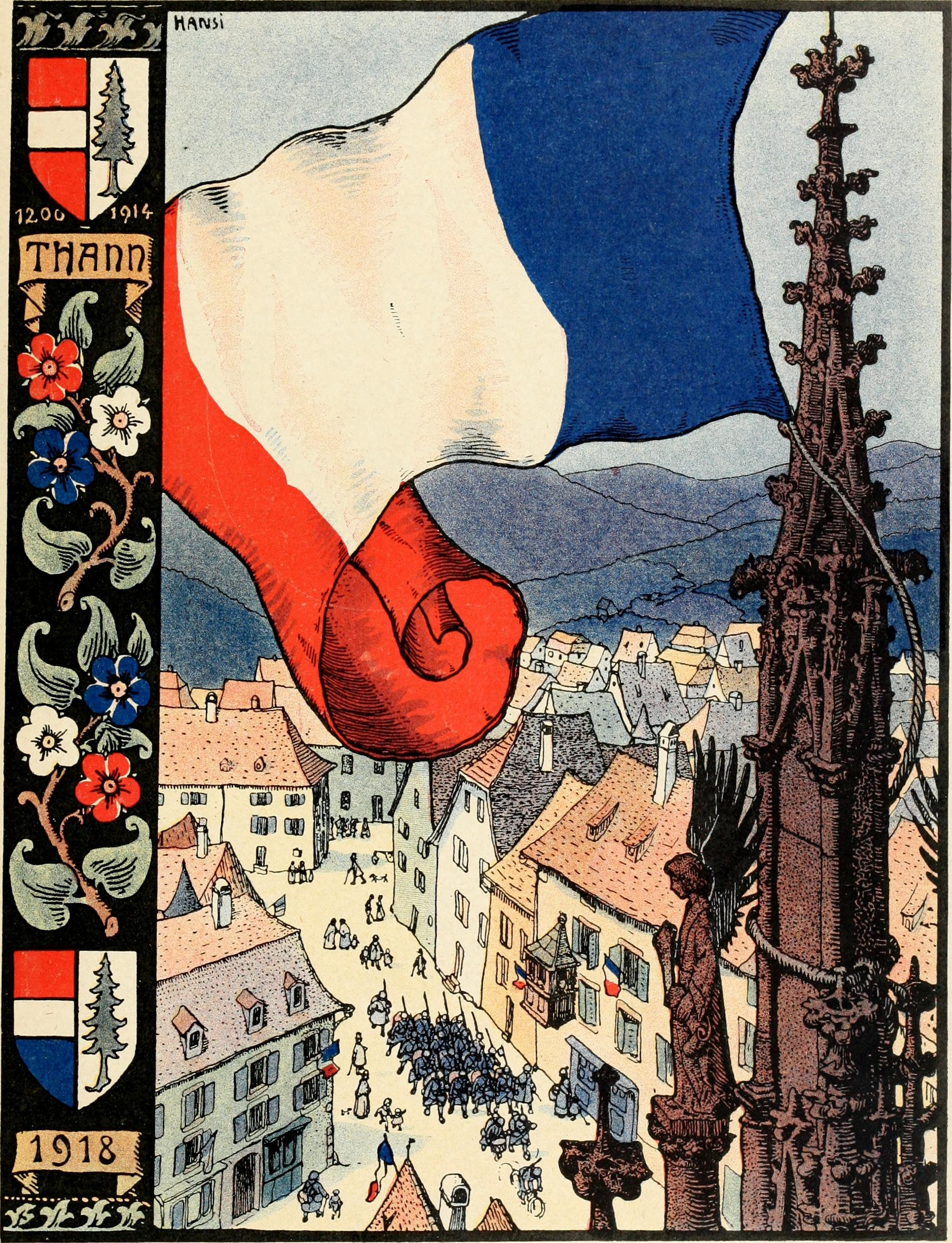
Vista de Thann en Le paradis tricolore (1918).

Hansi ingresó en el 152º Regimiento de Infantería como cabo. Luego fue trasladado al Estado Mayor de la División, donde primero fue aprendiz de intérprete (suboficial) y después oficial intérprete militar. Posteriormente fue destinado al servicio de propaganda aérea junto a Ernest Tonnelat. Ambos publicaron sus memorias de esta experiencia en 1922.
Realizó un cartel para el bono de guerra de 1917, que representaba una ciudad alsaciana. Tras la victoria de Francia, celebró en numerosas postales el fin de la dominación alemana en Alsacia y saludó el regreso de los franceses. En 1918 apareció Le Paradis tricolore y en 1919 L'Alsace heureuse, dos obras dedicadas principalmente a un público infantil y muy influidas por el contexto histórico de la Primera Guerra Mundial. El primer álbum presenta la arquitectura alsaciana de las ciudades y pueblos, ya liberados, del Alto Rin. Las ilustraciones idealizan los pueblos alsacianos y sus tradiciones, en tanto que los textos, marcados por una actitud intransigente hacia los alemanes, describen la vida cotidiana y las dificultades de los tiempos de guerra y anexión. En el segundo álbum relata sus choques con las autoridades alemanas, su huida, sus actividades en el ejército y la entrada de las tropas francesas en Alsacia.
En 1920, el presidente Millerand le nombró Oficial de la Legión de Honor.

### Declive de su popularidad y muerte
Tras el fin de la guerra y la reincorporación de Alsacia-Lorena a Francia, no sólo decayó la popularidad de Hansi, sino que también se instaló la incomprensión entre el público. Aunque los alsacianos recibieron con alegría al ejército francés, no querían perder una identidad que habían logrado conservar con gran esfuerzo durante el período alemán. Hansi se encontró en una situación paradójica, pues no era partidario del autonomismo, en el que sólo veía la mano de Alemania. Sus libros, Le Voyage d'Erika en Alsace française (1921) y La Fresque de Geispolsheim (1935), no tuvieron gran repercusión. Escribió libros que expresaban su amor por la belleza de Alsacia, pero que ya no tuvieron el mismo éxito: Colmar en France (1923), La Merveilleuse Histoire du bon Saint Florentin d'Alsace (1925), Les Clochers dans les Vignes (1929) y Au pied du Mont Sainte-Odile (1934). Hoy en día, estos libros son especialmente codiciados por los coleccionistas, ya que sólo se imprimieron unos pocos ejemplares. 
Durante el período de entreguerras publicó otras obras sobre Alsacia, como siempre ricas en ilustraciones, algunas de las cuales se distribuyeron también en forma de postales. Sucedió a su padre como conservador del Museo de Unterlinden a la muerte de éste en 1923 y retomó uno de sus manuscritos sobre la heráldica alsaciana. Entre 1923 y 1933, Hansi también realizó varios carteles para los ferrocarriles de Alsacia y Lorena, así como postales publicitarias para la industria alsaciana de la potasa.
Sin embargo, Hansi no abandonó su adversario preferido: el pangermanismo. Creía que los alemanes no habían renunciado a su deseo de dominar Alsacia y que estaban elaborando una propaganda insidiosa para influir en los alsacianos que se nutría de las actividades de las asociaciones culturales, asociaciones históricas y teatros. Lamentaba que simpatizantes alemanes ocuparan puestos importantes en Alsacia, y no dudó en denunciar al abate Brauner, bibliotecario de Estrasburgo, alegando que estaba financiado directamente por Alemania. Hansi atacó frontalmente al movimiento autonomista y sospechaba que el diario antifrancés y autonomista ELZ (Elsaß-Lothringische Zeitung), fundado en 1929, estaba al servicio de Alemania. Justo después del estallido de la Segunda Guerra Mundial, respaldó la detención de autonomistas alsacianos y consideró un castigo justo la ejecución por espionaje en febrero de 1940 de Karl Roos, autonomista y miembro del Partido Nacional Independiente.

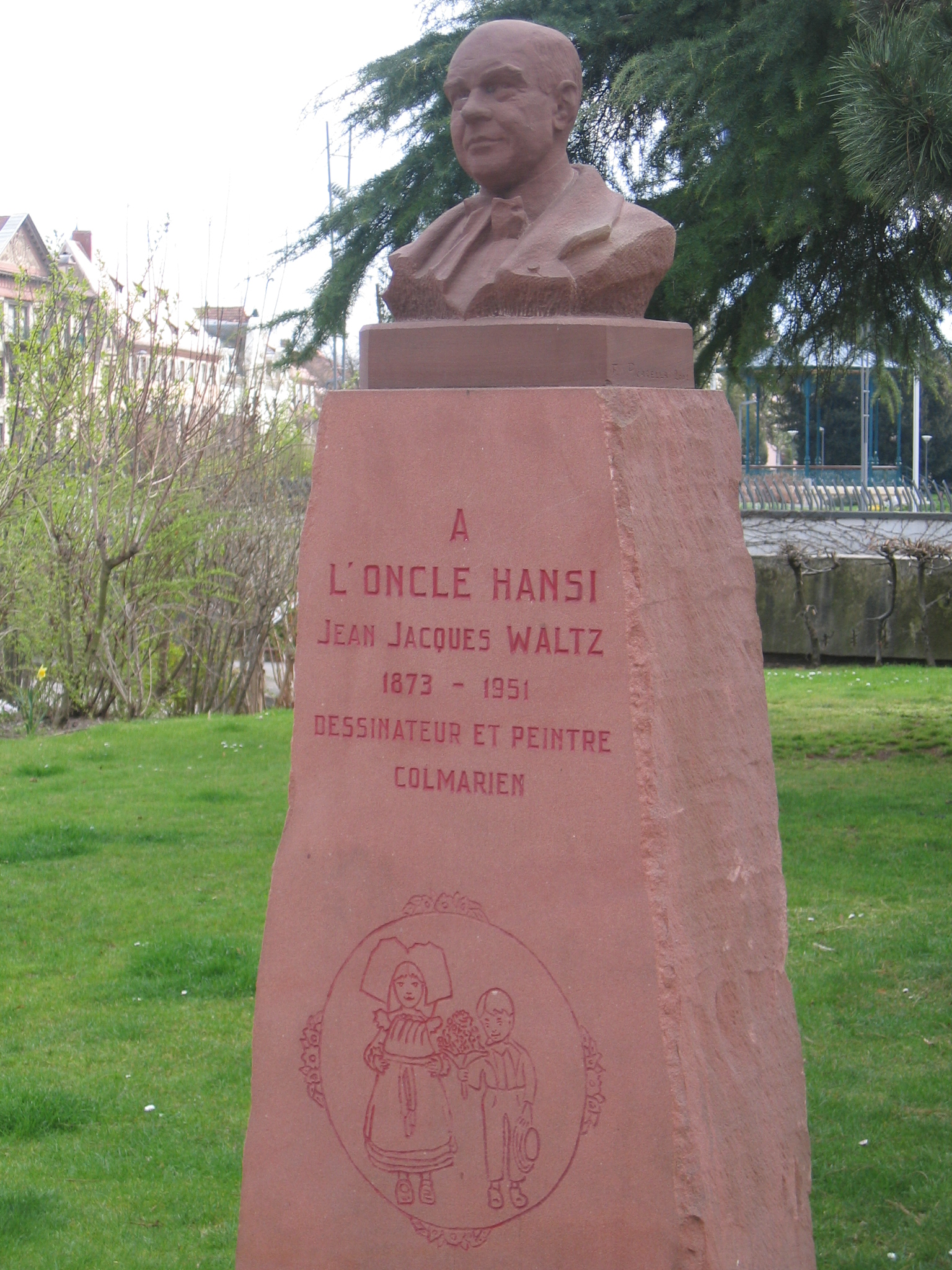
Estela de Hansi en Colmar.

Dos días después de la declaración de guerra de 1939, Hansi se trasladó rápidamente a Borgoña y luego a Agen, donde había sido evacuada la prefectura del Alto Rin. En la noche del 10 al 11 de abril de 1941 fue localizado por tres agentes de la Gestapo quienes, tras propinarle una paliza, le dieron por muerto. Hansi resultó gravemente herido, pero consiguió esquivar la muerte. Vivió en el sur de Francia y a finales de 1942 se trasladó a Suiza. Instaló su residencia en Lausana, donde sobrevivió reproduciendo acuarelas que había realizado en Alsacia. No regresó a Colmar hasta junio de 1946 una vez que su casa, que había sido devastada y saqueada, fue rehabilitada.  Debilitado por el atentado, volvió a trabajar pintando carteles y diseños publicitarios. Publicó sus memorias bajo el título Les Souvenirs d'un annexé récalcitrant en dos volúmenes: Madame Bissinger prend son bain y Le Premier Phonographe. Recibió numerosas distinciones hasta su muerte: fue nombrado ciudadano honorario de la ciudad de Colmar, elegido miembro correspondiente de la Academia de Bellas Artes y condecorado con la insignia de Comendador de la Legión de Honor.
Jean-Jacques Waltz "Hansi" falleció el 10 de junio de 1951. Su funeral fue presidido por una compañía del 152º regimiento de infantería, en el que había servido. Tras la Segunda Guerra Mundial sus obras tuvieron dificultades para encontrar público debido al anhelo de reconciliación entre Francia y Alemania. Fue redescubierto en la década de 1970, sobre todo en su faceta de artista popular, pero su obra siguió suscitando numerosas críticas.

## Legado

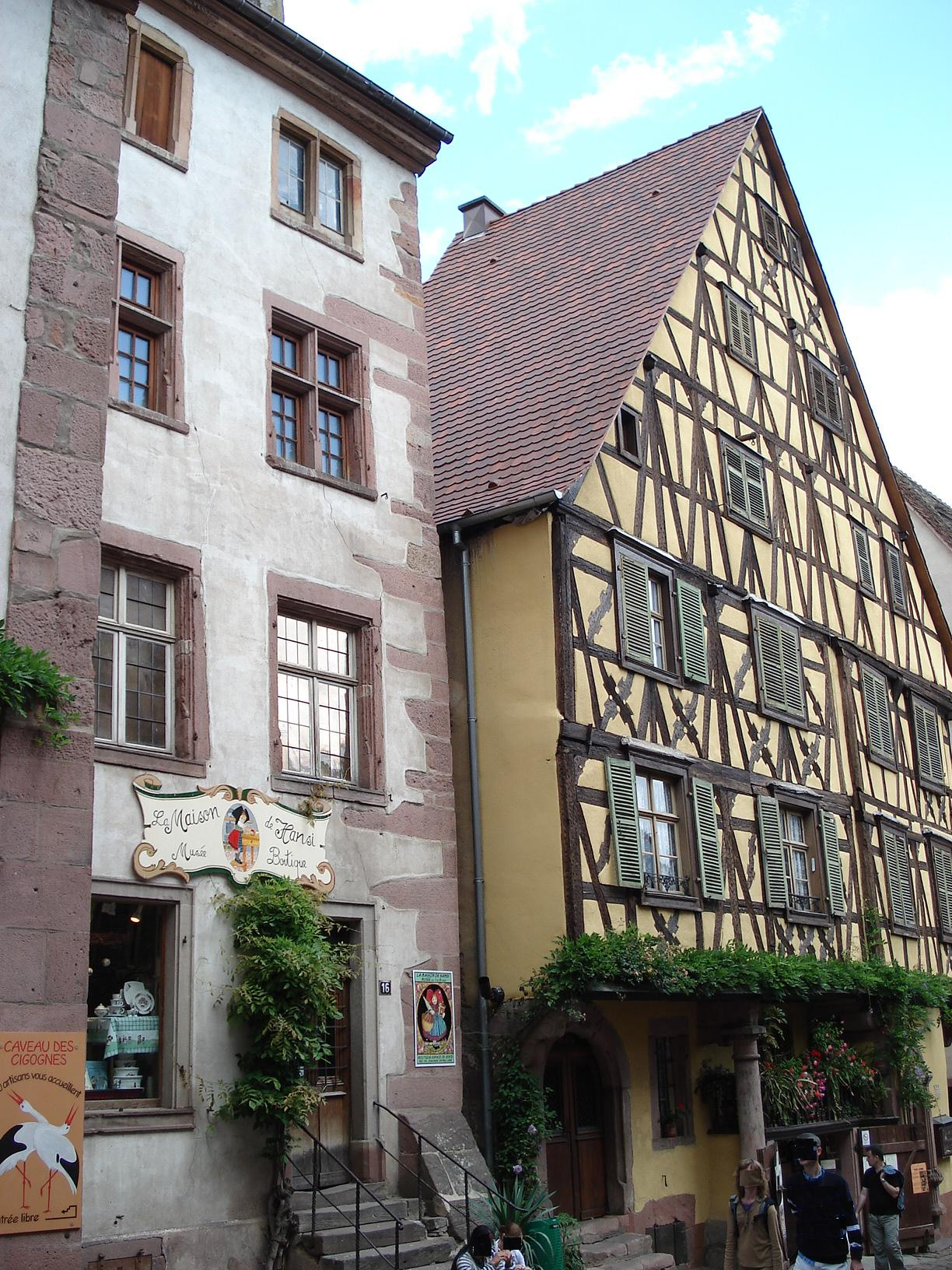
El Museo Hansi de Riquewihr.

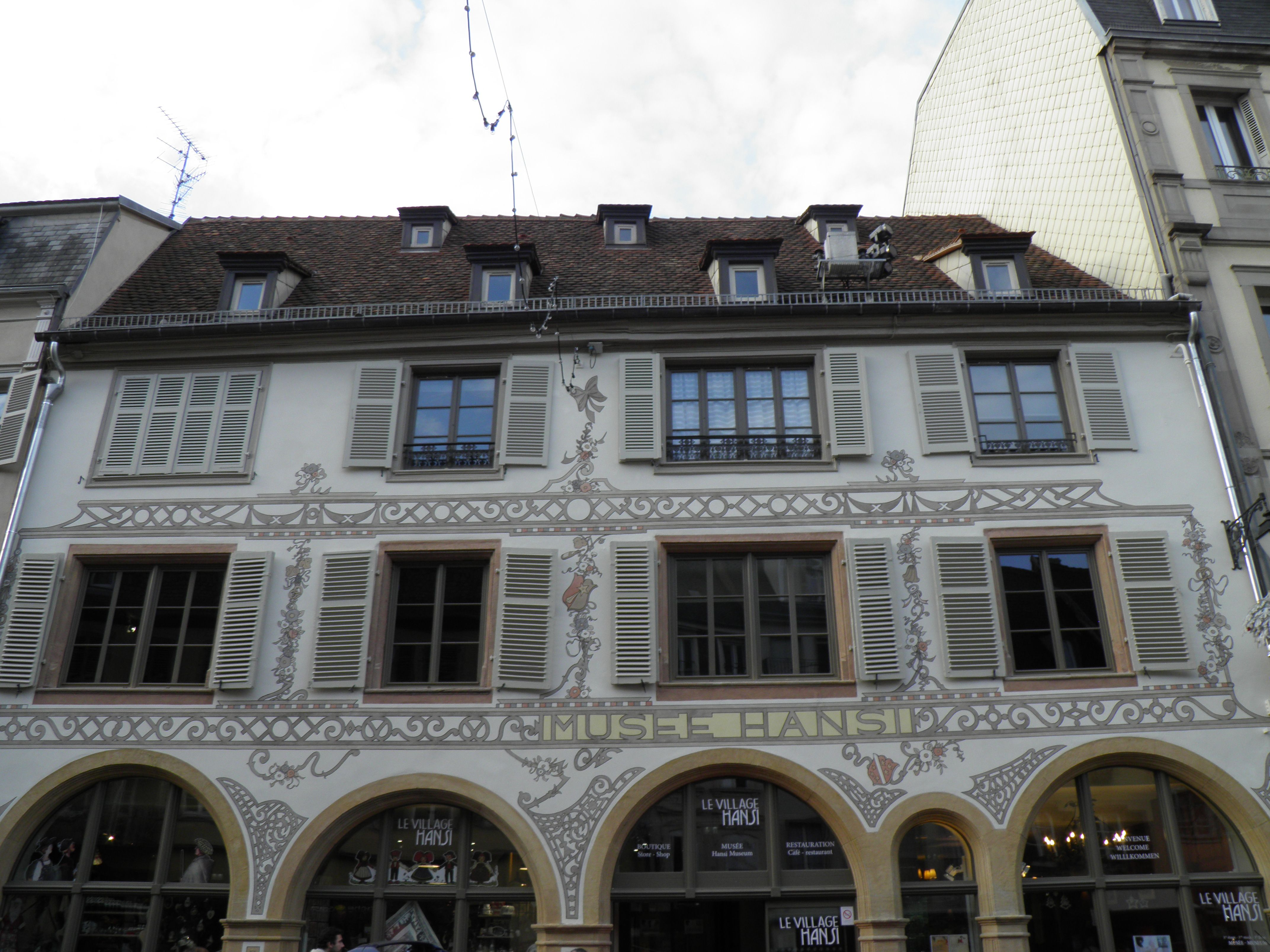
El Museo Hansi de Colmar.

En la actualidad, Hansi es un destacado representante del folclore alsaciano. Sus libros originales, publicados en pequeñas ediciones de unos pocos miles de ejemplares, son muy buscados por los coleccionistas. Sus dibujos aparecen en muchos souvenirs y productos típicos alsacianos, como latas de galletas, platos o servilletas. En la pequeña población de Riquewihr se creó un museo en su honor (Musée Hansi). En el 50 aniversario de su muerte, su ciudad natal, Colmar, erigió un monumento en honor del "Tío Hansi" frente a su último domicilio, en el Boulevard du Champ de Mars.

## Obras
- Vogesen-Bilder (1908)
- Der Professor Knatschke (1908)
- Die Hohkönigsburg im Wasgenwald und Ihre Einweihung (1908)
- L'Histoire d'Alsace Racontée aux Petits Enfants d'Alsace et de France par l'Oncle Hansi (1912)
- Mon Village, ceux qui n'oublient pas (1913)
- Le voyage d'Erika en Alsace Française (1921)
- Le Paradis Tricolore (1918)
- L'Alsace Heureuse (1919)
- À travers les lignes ennemies (1922)
- Colmar en France (1923)
- La merveilleuse Histoire du bon Saint Florentin (1925)
- L'Alsace (1929)
- Colmar, guide illustré des champs de bataille (1920)
- Les clochers dans les Vignes (1929)
- Au pied de la Montagne Ste Odile (1934)
- La fresque de Geispolsheim et autres balivernes (1935)
- Les armes des villes et des communes 80 documents héraldiques dessinés et commentés par JJ Waltz
- Les armes des tribus et des corporations et emblèmes des artisans
- Les armes des nobles et des bourgeois
- Souvenir d'un annexé récalcitrant (1947)